# Heinz Hammer (Fußballspieler)

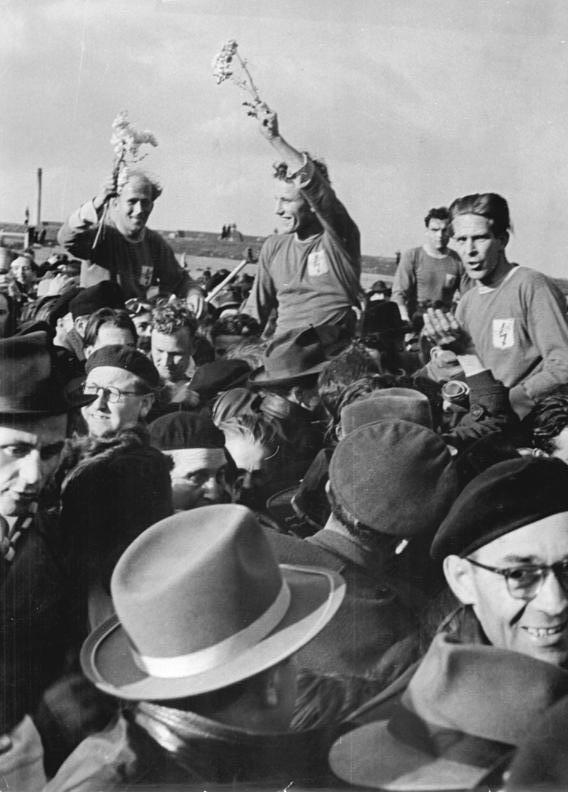
DDR-Meister 1955: Heinz Hammer, Lothar Weise,
Georg Rosbigalle und Wilhelm Hoffmeyer (v. l. n. r.)

Heinz Hammer (* 27. März 1920) ist ein ehemaliger deutscher Fußballspieler, der zwischen 1949 und 1955 für die BSG KWU/Turbine Erfurt Erstligafußball bestritt. 1954 und 1955 wurde er mit Turbine Erfurt DDR-Meister.

## Sportliche Laufbahn
Nach dem Ende des Zweiten Weltkriegs spielte Hammer zunächst für die SG Henry Pels Erfurt. Als sich die Betriebssportgemeinschaft (BSG) KWU Erfurt für die erste Saison der neuen ostdeutschen Fußball-Zonenliga (später DS-Oberliga, DDR-Oberliga) qualifiziert hatte, wechselte Hammer im Sommer 1949 dorthin.
In der nun höchsten ostdeutschen Fußballklasse wurde er vom zweiten Spieltag an als Stürmer eingesetzt und kam auch in den übrigen 24 Punktspielen Einsatz. In seiner ersten Ligasaison kam Hammer auf drei Tore. Parallel zu ihrem Ligaauftritt schaffte die BSG KWU den Einzug in das DDR-Pokalfinale. Die Erfurter trafen dort mit Hammer als halbrechten Stürmer auf die BSG EHW Thale und unterlagen mit 0:4. Auch in der Saison 1950/51 war Hammer Stammspieler der Erfurter, die sich in BSG Turbine Erfurt umbenannt hatten. Er schoss sieben Tore, konnte jedoch verletzungsbedingt bei den letzten acht Punktspiele nicht eingesetzt werden. Er war aber zum Entscheidungsspiel der DDR-Fußball-Oberliga 1950/51 um die DDR-Meisterschaft gegen die BSG Chemie Leipzig wieder einsatzbereit. Das Entscheidungsspiel war notwendig geworden, da Erfurt und Leipzig am Ende der Saison punktgleich an der Tabellenspitze lagen. Turbine Erfurt trat erneut mit Hammer auf halbrechts an, doch schon nach zwölf Minuten musste er wieder verletzt ausgewechselt werden. Die Erfurter verloren das Spiel schließlich mit 0:2. Hammer musste am Knie operiert werden und kam in der Spielzeit 1951/52 erst am 17. Spieltag, zwei Spieltage vor der Winterpause wieder in der Oberligamannschaft zum Einsatz. Mit mehreren Unterbrechungen kam er bis zum Ende Saison noch auf 14 Meisterschaftsspiele, erzielte diesmal aber nur zwei Tore. Zur Saison 1952/53 fand Hammer wieder zu alter Spielstärke zurück, bestritt alle 32 Punktspiele. Trainer Hans Carl setzte ihn diesmal im Angriff variabel ein, neben seinem Stammplatz auf halbrechts auch als Linksaußen oder Mittelstürmer. Dabei erzielte Hammer fünf Tore.
Im Sommer 1953 ging Hammer 34-jährig in seine fünfte Oberligasaison. Nachdem er noch am ersten Spieltag der Saison 1953/54 mitgewirkt hatte, fiel er erneut für mehrere Wochen aus und kam danach nur noch achtmal als Einwechselspieler zum Zuge. Er hatte damit nur einen marginalen Anteil am Gewinn der Meisterschaft der Erfurter. In der Saison 1954/55 ging es Hammer wieder besser. Von den 26 ausgetragenen Punktspielen konnte er 19 bestreiten, nur zweimal war er nicht von Beginn an aufgeboten worden. Er kam zwar nur einmal zum Torerfolg, hatte diesmal aber einen größeren Anteil am erneuten Titelgewinn seiner Mannschaft. Am Ende der Saison nahm er Abschied vom Leistungsfußball. Innerhalb von sechs Spielzeiten war er in 126 Meisterschaftsspielen eingesetzt worden und hatte dabei 18 Tore erzielt. Hinzu kommen fünf Spiele, die Hammer für die Thüringer Landesauswahl bestritt.